# Eddy Hollands
Eddy Hollands (Perth, 6 januari 1972) is een Australisch voormalig professioneel wielrenner. Hollands nam deel aan de Paralympische Spelen in 1996 en 2000. Hij won daar als piloot op de tandem, samen met Paul Clohessy in totaal twee medailles.

## Palmares
1996
- Paralympische Spelen, baanwielrennen 4 km achtervolging (met Paul Clohessy)

1998
- 4e etappe Geelong Bay Classic Series

2000
- Paralympische Spelen, baanwielrennen 1 km tijtrit (met Paul Clohessy)

2003
- 4e etappe Ronde van China

2004
- 7e etappe Ronde van Indonesië
- 8e etappe Ronde van Indonesië

2005
- 5e etappe Ronde van Siam

2006
- 5e etappe Ronde van Thailand
- 1e etappe deel a Ronde van Perth
- 2e etappe Ronde van Perth

2011
- 1e etappe Ronde van Indonesië

## Ploegen
- 2004-Giant Asia Racing Team
- 2005-Marco Polo Cycling Team
- 2006-Marco Polo Cycling Team (vanaf 27/06)
- 2007-Discovery Channel Marco Polo Team
- 2012-Qinghai Tianyoude Cycling Team (vanaf 26/06)